# Temnothorax saudiae
Temnothorax saudiae (лат.) — вид мелких по размеру муравьёв рода Temnothorax  из подсемейства мирмицины (Formicidae). Название дано по месту обнаружения (Саудовская Аравия).

## Распространение
Юго-Западная Азия: Саудовская Аравия (Al Muraywah, 28°46' N, 45°00' E).

## Описание
Мелкие желтовато-коричневые муравьи (2—3 мм). Скапус усика короткий. Голова овально-удлинённая, метанотальное вдавление слабое, заднегрудь угловатая, с короткими проподеальными шипиками. Грудь и голова сверху с редуцированной скульптурой. Усики 12-члениковые. Вид был впервые описан в 1996 году под первоначальным названием Leptothorax saudiae Collingwood & Agosti, 1996.